# Zabelê
Zabelê är en kommun i Brasilien.   Den ligger i delstaten Paraíba, i den östra delen av landet, 1 500 km nordost om huvudstaden Brasília. Antalet invånare är 2 075.
Omgivningarna runt Zabelê är huvudsakligen savann. Runt Zabelê är det mycket glesbefolkat, med 6 invånare per kvadratkilometer.